# Émile Campardon
Émile Campardon (* 18. Juli 1834 in Paris; † 23. Februar 1915 ebenda) war ein französischer Historiker und Archivar. Insbesondere wirkte Campardon auch als Musikhistoriker und Musikforscher.

## Leben und Werk
Campardon absolvierte zunächst eine Ausbildung an der École nationale des chartes. Später arbeitete er als Archivar an derselben Institution. Von 1857 bis 1908 arbeitete er am Französischen Nationalarchiv und leitete dort die „section judiciaire“.
Zu Beginn des 20. Jahrhunderts veröffentlichte Campardon die Quatrains et Souvenirs d’un archiviste (Memoiren eines Archivars). In diesem seltenen, für den eigenen Freundes- und Bekanntenkreis gedachten Buch präsentierte er lustige und kecke Biografien von Archivaren des 19. Jahrhunderts.
Neben seinen historischen Forschungen zur Vorrevolutionszeit wurde Campardon insbesondere als Musikhistoriker für dieselbe Epoche in Frankreich bekannt. Er verfasste aber auch folgende, die damalige zeitgenössische Musik und Musikszene betreffenden Werke:
- Les spectacles de la foire. Théâtres, acteurs, sauteurs et danseurs de corde, monstres, géants, nains, animaux curieux ou savants, marionnettes, automates, figures de cire et jeux mécaniques des foires Saint-Germain et Saint-Laurent, des boulevards et du Palais-Royal, depuis 1595 jusqu’à 1791. Documents inédits recueillis aux Archives Nationales. 2 Bände. Berger-Levrault et Cie, Paris u. a. 1877, (Digitalisate: Band 1. Band 2).
- Les comédiens du roi de la troupe italienne. Pendant les deux derniers siècles. Documents inédits recueillis aux Archives Nationales. 2 Bände. Berger-Levrault et Cie, Paris u. a. 1880, (Digitalisate: Band 1. Band 2).
- L’académie royale de musique au XVIIIe siècle. Documents inédits recueillis aux Archives Nationales. 2 Bände. Berger-Levrault et Cie, Paris u. a. 1884, (Digitalisate: Band 1. Band 2; biografisches Lexikon der Großen Oper von Paris).